# Xã Yates, Quận McLean, Illinois
Xã Yates (tiếng Anh: Yates Township) là một xã thuộc quận McLean, tiểu bang Illinois, Hoa Kỳ. Năm 2010, dân số của xã này là 287 người.